# Kemayoran (Bangkalan)
Kemayoran is een bestuurslaag in het regentschap Bangkalan van de provincie Oost-Java, Indonesië. Kemayoran telt 6158 inwoners (volkstelling 2010).